# Ӝ (слово ћирилице)
Ӝ ӝ (Ӝ ӝ; искошено: Ӝ ӝ) је слово ћириличног писма. Његов облик је изведен од ћириличног слова Зхе (Ж ж Ж ж). Зове се Ж са дијарезом.
Ӝ се користи само у писму удмуртског језика, где представља звучну посталвеоларну африкату /d͡ʒ/, попут изговора ⟨џ⟩ у „џем“.  Обично се романизује као ⟨dž⟩.
Ж са дијарезом одговара и у другим ћириличним диграфима ⟨џ⟩ или ⟨чж⟩, или следећим словима: 
Ч са силазницом (Ҷ ҷ) : Ч са силазницом;
Ҹ ҹ : Ч са вертикалним потезом;
Џ џ : Џ;
Ӌ  ӌ : хакашко Ч;
Ԭ ԭ : комијско Џ;
Ӂ ӂ : Ж са бревом;
Җ җ : З́е.

## Рачунарски кодови
| Знак                      | Ӝ                                          | Ӝ                                          | ӝ                                        | ӝ                                        |
| ------------------------- | ------------------------------------------ | ------------------------------------------ | ---------------------------------------- | ---------------------------------------- |
| Назив у Уникоду           | CYRILLIC CAPITAL LETTER ZHE WITH DIAERESIS | CYRILLIC CAPITAL LETTER ZHE WITH DIAERESIS | CYRILLIC SMALL LETTER ZHE WITH DIAERESIS | CYRILLIC SMALL LETTER ZHE WITH DIAERESIS |
| Врста кодирања            | децимална                                  | хексадецимална                             | децимална                                | хексадецимална                           |
| Уникод                    | 1244                                       | U+04DC                                     | 1245                                     | U+04DD                                   |
| UTF-8                     | 211 156                                    | D3 9C                                      | 211 157                                  | D3 9D                                    |
| Нумеричка референца знака | &#1244;                                    | &#x4DC;                                    | &#1245;                                  | &#x4DD;                                  |

## Слична слова
Ҷ ҷ : Ћириличко слово Ч са силазницом.
Ҹ ҹ : Ћириличко слово Ч са вертикалним потезом.
Џ џ : Ћириличко слово Џ
Ӌ  ӌ : Ћириличко слово хакашко Ч;
Ԭ ԭ : Ћириличко слово комијско Џ;
Ӂ ӂ : Ћириличко слово Ж са бревом;
Җ җ : Ћириличко слово З́е.